# Ангун (Аляска)
Ангун (англ. Angoon) — місто (англ. city) в США, в окрузі Гуна-Ангун штату Аляска. Населення — 357 осіб (2020).

## Географія
Ангун розташований за координатами 57°26′27″ пн. ш. 134°28′40″ зх. д. / 57.44083° пн. ш. 134.47778° зх. д. (57.440717, -134.477712).  За даними Бюро перепису населення США в 2010 році місто мало площу 100,41 км², з яких 63,22 км² — суходіл та 37,19 км² — водойми.

### Клімат
Місто знаходиться у зоні, котра характеризується континентальним субарктичним кліматом. Найтепліший місяць — липень із середньою температурою 12,8 °C (0 °F). Найхолодніший місяць — січень, із середньою температурою -2,6 °С (0 °F).
| Клімат Ангуна           | Клімат Ангуна | Клімат Ангуна | Клімат Ангуна | Клімат Ангуна | Клімат Ангуна | Клімат Ангуна | Клімат Ангуна | Клімат Ангуна | Клімат Ангуна | Клімат Ангуна | Клімат Ангуна | Клімат Ангуна | Клімат Ангуна |
| Показник                | Січ.          | Лют.          | Бер.          | Квіт.         | Трав.         | Черв.         | Лип.          | Серп.         | Вер.          | Жовт.         | Лист.         | Груд.         | Рік           |
| Середній максимум, °C   | −0,2          | 1,2           | 2,7           | 7,9           | 12,2          | 15,8          | 17,1          | 16,2          | 12,4          | 7,9           | 3,2           | 1,1           | 8,2           |
| Середня температура, °C | −2,6          | −1,3          | 0,7           | 4             | 7,8           | 11,2          | 12,8          | 12,3          | 9,2           | 5,2           | 0,9           | −1,2          | 4,9           |
| Середній мінімум, °C    | −4,9          | −3,8          | −1,3          | 0,2           | 3,4           | 6,6           | 8,4           | 8,2           | 5,8           | 2,6           | −1,3          | −3,4          | 1,6           |
| Норма опадів, мм        | 159           | 121           | 97            | 75            | 92            | 69            | 106           | 152           | 254           | 290           | 196           | 182           | 1792          |
| Днів з опадами          | 18            | 14            | 15            | 15            | 15            | 13            | 16            | 17            | 21            | 24            | 20            | 18            | 206           |
| Вологість повітря, %    | 86.1          | 85.3          | 80.8          | 79            | 74.8          | 78.7          | 83            | 85.3          | 88.6          | 89.3          | 87.4          | 88.6          | 83.9          |
| ----------------------- | ------------- | ------------- | ------------- | ------------- | ------------- | ------------- | ------------- | ------------- | ------------- | ------------- | ------------- | ------------- | ------------- |
| Джерело: Weatherbase    |               |               |               |               |               |               |               |               |               |               |               |               |               |

## Демографія
Згідно з переписом 2010 року, у місті мешкало 459 осіб у 167 домогосподарствах у складі 113 родин. Густота населення становила 5 осіб/км².  Було 256 помешкань (3/км²).
Расовий склад населення:
| - 75,8 % — корінних американців - 10,5 % — білих - 0,9 % — чорних або афроамериканців |

До двох чи більше рас належало 12,4 %. Частка іспаномовних становила 7,8 % від усіх жителів.
За віковим діапазоном населення розподілялося таким чином: 23,7 % — особи молодші 18 років, 65,4 % — особи у віці 18—64 років, 10,9 % — особи у віці 65 років та старші. Медіана віку мешканця становила 39,1 року. На 100 осіб жіночої статі у місті припадало 135,4 чоловіків;  на 100 жінок у віці від 18 років та старших — 161,2 чоловіків також старших 18 років.
Середній дохід на одне домашнє господарство  становив 50 719 доларів США (медіана — 32 750), а середній дохід на одну сім'ю — 64 196 доларів (медіана — 42 917). За межею бідності перебувало 17,8 % осіб, у тому числі 45,8 % дітей у віці до 18 років та 7,9 % осіб у віці 65 років та старших.
Цивільне працевлаштоване населення становило 204 особи. Основні галузі зайнятості: виробництво — 25,0 %, освіта, охорона здоров'я та соціальна допомога — 14,7 %, сільське господарство, лісництво, риболовля — 12,7 %, мистецтво, розваги та відпочинок — 12,3 %.